# Kojirō Hyūga
Kojirō Hyūga (日向 小次郎?), conocido fuera de Japón como Mark Lenders en España o Steve Hyūga en Hispanoamérica, es un personaje del manga Captain Tsubasa creado por Yōichi Takahashi con la editorial Shūeisha que está centrado en el deporte del fútbol, conocida como los Supercampeones en Hispanoamérica y Campeones para la versión de España y sus consiguientes secuelas.

## Perfil del personaje
Competitivo, orgulloso y muy decidido son capacidades caracterizadas de Kojiro, quien nunca se deja vencer por la adversidad teniendo siempre en cuenta a su familia como motor para salir adelante. Dispuesto a luchar hasta el final, se gana el respeto y admiración de su familia, amigos, y rivales del fútbol.
En el manga aparte de estas características, da varios giros de personalidad al llegar a Italia, donde se muestra un Hyuga más modesto e inclusive inocente. Donde es sin duda, un aficionado por las bebidas carbonatadas (Refrescos de Cola de muy conocida marca, CC).
Cabe destacar, que en cada tomo o versión anime, los personajes son cambiados de edad para que correspondan a cada evento deportivo. La última modificación del nacimiento de Hyuga fue el 13 de diciembre de 1983.

## Historia
Hyuga Kojiro, siendo delantero y goleador del equipo juvenil japonés, se convierte en el mayor rival del protagonista de esta serie Tsubasa Ozora (Oliver Atom). Sin embargo debió luchar durante su niñez por alcanzar sus objetivos. A la corta edad de 5 años pierde a su padre Shaun, por una rara enfermedad después de quedar su negocio en la bancarrota (en el manga ocurre por un accidente automovilístico). Antes de morir, Kojiro junto con su padre prometieron hacer de sus sueños una realidad, siendo estos el del padre de Kojiro el hacer crecer su negocio y el de Kojiro en ser el mejor jugador de todo Japón.
Tras morir su padre, la personalidad de Kojiro cambió repentinamente haciéndose duro y sin confiar en otros más que en sus capacidades para salir adelante.
Desde muy pequeño se empleó como repartidor de diarios a primera hora de la mañana y en un restaurante de comida rápida ambulante por las noches, siendo así cuando inició sus pasos hacia su objetivo que era ser futbolista, al mismo tiempo que sacar a su familia adelante y sin olvidar la promesa que le hizo a su padre creció para conseguir ese propósito.
Sin embargo, aumentaba la presión por mantener a su familia así como los entrenamientos en el equipo Meiwa (Franco Canadiense), además de la obligación por obtener la beca en el colegio Toho (Colegio superior o Thor) que Kaori Matsumoto le ofreció si ganaban el torneo y el no ser una carga para su madre quien trabajaba duro por mantenerlos a él y a sus hermanos menores, le crean un gran estrés que lo mantiene enfermo antes de la final que disputaría contra Tsubasa (Oliver) en Yomiuri Land, el torneo de primarias de Japón. Pero como era de esperarse, Kojiro no se inmuta así que logra jugar el juego. Al terminar ese campeonato, logra obtener la beca en el Toho a pesar de ser derrotado por 4-2 ante Nankatsu SC (Niupi) e inicia su trabajo como capitán junto con Ken Wakashimazu (Ed Warner o Richard Tex Tex). Más tarde con Kazuki Sorimachi (John Michael Bryce) en el mismo año y dos años después con Takeshi Sawada (Ralph Mellow), deciden seguir a Kojiro al Toho y ahí continuar siendo parte de su equipo.
Al tener 15 años pierde parte de su personalidad dura y agresiva de su juego tras enfrentarse a Jun Misugi (Andy Johnson) quien volvía a jugar aun con su enfermedad al corazón, Kozo Kira (Fleming, su primer entrenador) le hace ver su debilidad al haber obtenido la beca y porque era más blando con sus rivales, asegurando que el antiguo Hyuga no dudaría en destrozar el corazón de Misugi, por lo que decide abandonar a su equipo en medio campeonato para ir con su entrenador Kira a la playa Nagoya (Okinawa) y así volver a ser el tigre agresivo que siempre fue y lograr su tiro que nombró Tiger Shoot (El tiro del tigre) pero al regresar, su entrenador en ese momento del Toho, Makoto Kitazume, le negó su participación por aquel motivo, manteniéndolo en la banca y perdiendo la capitanía hasta que el propio Kojiro lo desafió para probarle de lo que era capaz. Pero al seguir en la negativa, Kojiro le suplico ser reingresado al igual que sus compañeros de equipo, haciendo recapacitar al entrenador con una carta de desafío: debía sobrepasar a Sawada, Sorimachi y Wakashimazu, las tres estrellas de Toho, Hyuga convence al entrenador anotando con su Tiger Shoot y Kojiro empata su último campeonato de secundaria con Tsubasa, siendo Toho quien queda con el banderín del campeonato por media temporada (la otra temporada la tiene Nankatsu) y obteniendo su primera V1.
Después de los campeonatos de la secundaria, se unió al equipo nacional juvenil de fútbol japonés Sub-16, donde se destacó como siempre, aun sin la presencia de Tsubasa quien se encontraba recuperándose de su lesión de hombro. Al llegar ahí juega 3 partidos amistosos ganados gracias a él, 1 de ellos 3 a 1, uno más 2 a 0, el siguiente a 2 a 1, siendo quien anota todos. Después, se van por un tour en Europa antes del mundial sub 16 en Francia. Al llegar a Alemania juegan 4 partidos amistosos, El 1.º contra el Hamburgo donde Genzo Wakabayashi (Benji) juega. Perdiendo 5 a 1 siendo Kojiro el único anotador, pero Wakabayashi le menciona que su único gol fue un regalo, iniciando una breve pelea que, en el manga, llegan a los golpes. Por la derrota, Kojiro decide entrenar por la noche cuando todos dormían, salía a entrenar su tiro disparando el balón contra un árbol eso pasa en Alemania cuando aún estaban en ese país siguiendo con ese entrenamiento en Francia. El entrenador Kira le envía un balón Negro especial que pesa 3 veces más que un balón normal para así aprender y perfeccionar su tiro, aunque el tiro le lastima el pie. Llamando a su tiro "El super tiro del tigre" o en inglés Neo Tiger Shot.
En el juvenil de Francia le convierte un gol a Gino Hernandez, el Perfect Keeper (Portero Perfecto) y lesionándolo con el tiro final del Neo Tiger Shoot para ganar por 2-1. También le anota a Argentina gracias a Tsubasa y su Drive Pass donde ganan por 5-4. Contra los locales en semifinales, anota después de mosquearse por la ayuda arbitral a Pierre, Napoleón y cia. y llevándolos a lanzamientos penales con un jugador menos debido a la injusta y temprana expulsión de Makoto Soda, venciendo por 5-4 con un lesionado Wakashimazu deteniendo un Cannon Shoot de Napoleón con su Wakado-ryu Seiken Defense
Antes de la final ante la Alemania Federal (el manga aun no se situaba en la unificación post Muro de Berlín), le revela a todo el equipo japonés que escuchó la conversación entre Tsubasa y Wakabayashi, que todas las críticas de pésimo gusto del portero eran para mejorar a Japón en un corto tiempo y antes que el fútbol mundial los aplastase sin piedad, sacrificando su titularidad a cambio de ayudar al equipo. El equipo se reunifica con Genzo de titular y ayudando además con datos personales del juvenil alemán. Al inicio del partido, es impresionado por las habilidades de Deuter Müller, el Maboroshi no Keeper (Portero Fantasma) e incluso deteniendo un Drive Tiger Twin Shoot (combinación del Tiger Shoot y Drive Shoot de Tsubasa) con una mano. Tras estar en desventaja ante Alemania por 1-0, Kojiro y Takeshi ayudan con un Volley Twin Shoot y engañando a Müller para que Misaki con un cabezazo (e impulsado por Tsubasa) empaten. Luego lesiona a Müller con un Neo Tiger Shoot para aumentar el marcador a 2-1 y ganan el mundial infantil con anotaciones adicionales de Schneider para el empate 2-2 y Tsubasa definiendo el partido 3-2.

## Kojiro en Capitán Tsubasa J (Anime) / World Youth Hen saga (Manga)
Aquí básicamente es en parte una continuación de la serie original Capitán Tsubasa, solo que esta vez se adhieren más historias sobre otros jugadores. Kojiro prácticamente sigue sin cambios tanto de personalidad como se estilo de juego. Cuando se hace la Rueda de Prensa Hyuga promete que traerán el trofeo del Mundial Juvenil después de ganar con el Toho el V3 de preparatorias (derrotando tres veces consecutivas a Nankatsu en las finales). Pero tras el enfrentamiento con el Real Japan 7, es derrotado por Ryoma Hino, (que es mitad japonés y mitad Uruguayo), quien pelea contra Kojiro por su puesto de goleador estrella del equipo. Después del retiro de Mikami por enfermedad, lo suple Gamo, entrenador del Real Japan 7, y lo expulsa de la selección juvenil junto a Misaki y los Gemelos Tachibana porque Hyuga piensa anotar por sí mismo antes de pensar en sus compañeros. Pensando en que debía defender Japón en ausencia de Tsubasa como promesa, aun siendo cortado del equipo por Gamo, Matsuyama lo recapacita con un golpe al rostro y diciéndole que busque un entrenamiento más fuerte, qué él defenderá el equipo en su ausencia y de Tsubasa. Kojiro se ríe, ya que tarde o temprano sabía que Matsuyama le iba a devolver el golpe que le dio antes de las semifinales del torneo de primarias ante el Furano (Nankatsu jugaba contra Musashi). Con un apretón de manos, Hyuga le encarga el equipo a Hikaru y se aleja en busca de su nuevo objetivo a Okinawa.
Aquí es donde conoce a Maki Akamine al viajar a Okinawa después que Kira le dice que su nuevo tiro debe descubrirlo por sí sólo. Ella es una jugadora de softball del club de preparatoria de Higa y que le inspira con su Riser Ball para la creación del tiro llamado Raijuu Shoot o el Tiro de la Bestia/Felino Electrica(o). Maki se enamora de Kojiro y aunque en el anime Hyuga no parece interesarse en ella (porque no avanzó más allá del partido contra Uzbekistán en la segunda ronda asiática), sucede lo contrario con el manga original, ya que él decide no irse de Okinawa sin despedirse de la chica y abrazándola en la lluvia después de la derrota de la chica ante la preparatoria Okinan. Es posible que Kojiro denote algunos trasfondos de un enamoramiento profundo o posible por parte de él durante la saga World Youth Hen cuando en ella es más que claro.
Hyuga regesa a enfrentarse a Hino con el nuevo Raijuu Shoot y derrotando al Real Japan por 10-2 junto con los retornados y totalmente renovados Misaki, hermanos Tachibana, Jito, Soda y Nitta. Tras vencerlo, éste se retira para dejarle el lugar tras confirmarse la misión del RJ7 y de que Hino se uniría al elenco Uruguayo de Jinnosuke Matilda al negarse a ser compañero de Hyuga, puesto que Gamo le ofreció por sus raíces ser un miembro japonés.
En la segunda ronda de las clasificatorias asiáticas derrotan a Uzbekistán por 8-1, anota un Hat Trick ante Arabia Saudita, ganando por 4-1 y debutando el Raijuu Shoot en torneos oficiales.
Sin embargo, su madre sufre de anemia y en estado grave antes del partido con China. Hyuga cree que si no gana este partido, le ocurrirá lo mismo que a su padre que falleció cuando debutó con el Meiwa en cuarto año de primaria y perdió, a pesar de anotar dos goles. Finalmente su madre se salva tras ser cuidada por Yayoi Aoba, novia de Jun Misugi y titulada de enfermera y Japón clasifica al mundial Juvenil después de derrotar a China y a Sho Shunko por 5 goles a 3. Se suman un 3-0 a Irán en semifinales con el retorno de Wakashimazu a la selección U-20 (gracias a Hyuga) y luego a Corea del Sur sin Incheon Cha en la final asiática por 2-0.
El mundial juvenil sub-20 se hace en Japón ya que Burunga sufre de una guerra civil y era el actual organizador. Japón se enfrenta a México, Uruguay e Italia en fase de grupos, marcando un gol al Portero Milagroso Azteca, Ricardo Espadas, para ganar por 2-0. Luego se suma un Hat Trick ante Uruguay de Ryoma Hino para ganar por 6-5 y un tanto contra los Italianos sin los lesionados Gino Hernandez y Salvatore Gentile por 4-0, clasificando como primeros en el grupo con nueve puntos e invictos. En cuartos de final ante Suecia, no puede marcar debido a la férrea marca de Brolin, defensor del Viking Project sueco, pero habilita a Tsubasa que marca con un Sky Wing Shoot en gol de oro para pasar a semifinales. Luego derrotan a Holanda por 1-0 y en la final con Brasil a pesar de no marcarle al portero genio Salinas, hace que con un Raijuu Pass, Tsubasa y Misaki combinen dos Sky Wing Shoot para anotar con un Senkou Raijuu Shoot y empatar el marcador. A la postre, Japón gana el mundial juvenil con gol de oro por 3-2 a los brasileños de Roberto Hongo y se confirma que Kaori Matsumoto lo representa para gestar su transferencia a la Juventus de Italia.

## Kojiro en Captain Tsubasa Road to 2002
Es aquí, donde Kojiro se da cuenta en el partido que tiene la selección japonesa contra el equipo italiano, que debe crecer como jugador indicándole a Tsubasa que su obsesión hacia él en cuestión de ser el mejor lo limita, por lo que decide ser el mayor goleador a nivel mundial.
La mujer quien le ofreciera la beca en la secundaria, la Srta. Kaori Matsumoto, se convierte en su mánager profesional, ayudando a Hyuga a tener dinero con publicidad y marketing (por ser estrella a nivel nacional y miembro de la Golden Age Japonesa) para comprar una casa a su madre y hermanos y dejarlos en buena situación económica, además de hacer las gestiones para entrar a la liga italiana en la Juventus. En el manga durante su llegada y entrenamientos, se hace amigo de Salvatore Gentile, ex enemigo y ahora amigo de Shingo Aoi. Aquí Kojiro se pelea el primer día de entrenamiento del equipo Piamonte, el jugador Davi (Alter ego de Edgar Davids, Willem Armenius en el anime) le indica su poca condición física, lo que molesta a Hyuga quien inicia la pelea a golpes entre ambos. En el manga se enfrenta a Thoram (Liliam Thuram) en un enfrentamiento entre la Juventus y el Parma por la primera fecha, siendo derrotado de forma humillante por el campeón mundial francés al detener su Raijuu Shoot y llorando en la substitución con la frente en alto en apenas 37 minutos del primer tiempo. Desgraciadamente, el entrenador físico Mazzantini le indica la misma situación, mencionando que su estabilidad y parte derecho de su cuerpo esta más desarrollado que el izquierdo.
Hyuga perdido, se escapa par a ir a España a ver a Tsubasa ya que se enteró que fue enviado al equipo B del Barcelona. Encontrándose con Sanae en el Mini Estadi (cancha del Barça B), se percata que Tsubasa también era consciente de su estado físico, pero que disfrutaba el fútbol con la misma alegría de cuando lo conoció. 
Decidido, Hyuga es regañado solo por Mazzantini y Carlo Moneti (Alter ego de Carlo Ancelotti) le dice que un equipo de la serie C solicita sus servicios. Hyuga explica el motivo de su ida a España y decide seguir el camino de Tsubasa poco a poco, aceptando la oferta del club de Emilia Reggio, la Reggiana A. C. para mejorar su físico. Así, que Kojiro ayudado tiempo después por el entrenador físico con un cuaderno de notas de entrenamiento, se integran para crear un entrenamiento que le del balance y fuerza necesaria mientras juega en la Reggiana.

## Kojiro en Captain Tsubasa Golden-23 y Kaigai Gekito Hen/Oversea Fierce Fights: In Calcio
Hyuga juega en la Reggiana A. C. de la tercera división del Calcio por petición de Jinnosuke Matilda, exentrenador del juvenil de Uruguay sub-20 y de Ryoma Hino, usando un cuaderno de notas que Mazzantini le entregó para mejorar su físico y una apuesta de que le mandaría una pizza por cada gol convertido. Además, conoce a Iuliano Gozza, capitán de la Reggiana.
En el intermedio de esta misma saga hay un one shot canónico llamado Go to 2006, que refleja el debut de Hyuga en la Reggiana y confirmando además su enamoramiento por Maki Akamine, quien jugaba en un amistoso de Softball japonés contra la selección italiana en Milán previo a los JJ.OO. de Madrid. Maki trataría de ver a Hyuga en el debut después de vencer a las italianas, pero un retraso en el tren le impidió llegar a tiempo al estadio y verlo. Uchiumi, la traductora de Kojiro, le dice que en los vestuarios puede encontrar su casillero y entregándole una copia de su partido de debut con el Hat Trick del Ace Striker nipón. Uchiumi llama a Hyuga para que venga a los vestuarios y encuentra un nuevo amuleto de él con el uniforme de la Reggiana y dos artículos italianos en un solo encabezado: El Samurái Hyuga y un No Hit, No Run in Maki Akamine.
Él junto con Tsubasa, Aoi, Akai y Wakabayashi, decidieron por petición de Kira no jugar las clasificatorias asiáticas a los JJ.OO. de Madrid por sus compromisos finales en sus clubes europeos, excepto Akai que estaba lesionado y Wakabayashi quien se une al elenco japonés tras renunciar al Hamburgo. En la última fecha de la Serie C del Calcio se enfrentan a al Albese de Shingo y Bobang por el ascenso a la Serie B, ya que ambos estaban en el primer (Reggiana) y segundo lugar (Albese) respectivamente a sólo un punto de diferencia y con el Albinoleffe en tercer lugar con un punto menos que el Albese. La Reggiana gana por 3-2 con Hat Trick de Hyuga y cumple la promesa de una cita con Maki si era goleador de la Serie C y campeón de ascenso. El Albese de Shingo también asciende en el segundo lugar de la tabla pese a la derrota. Mazzantini, presente en las tribunas, deseaba que Hyuga retornase pronto a la Juventus.

## Kojiro en Captain Tsubasa Rising Sun
Hyuga es miembro titular de la selección olímpica japonesa, derrotando (y sorprendiendo) a Davi vs la selección olímpica de Holanda en el partido inaugural de Japón en los Juegos Olímpicos anotando un tanto en el 4-1 final. Es el segundo goleador de Japón con cinco anotaciones en el torneo y anota un Hat Trick ante Nigeria del 3-0, sumado a su Hando Shuu Soku Jinhou (técnica originaria de Sho Shunko) ante Argentina en la misma fase grupal con marcador de 3-2 y clasificados en primer lugar del grupo con 3 victorias consecutivas.
A menudo en esta saga, es molestado por Takeshi Sawada, ya que es el único que sabe de su relación amorosa con Maki Akamine y sospechaba algo desde el viaje a Okinawa en la saga World Youth Hen cuando fue expulsado por Gamo (lo llama pequeño indecente). Kojiro generalmente golpea a Sawada con un coscorrón cada vez que lo molesta cuando habla con Maki por teléfono o se preocupe de su juego en el Softball en las mismas olimpiadas. Yayoi Aoba y Yoshiko Fujisawa también se enteran de aquello (capítulo 16 de Rising Sun) y quizás Takeshi sea el responsable. Ahora están en el capítulo 76 de la saga, enfrentándose a la selección olímpica de Alemania comandada por Karl Heinz Schneider en los octavos de final de los JJ.OO. de Madrid.

## Técnicas especiales
- El estilo de juego de Hyuga es rápido y contundente con mucho del denominado "juego físico" que cuando corre lo hace más inclinado que los demás, utiliza el brazeo de forma constante y las "cargas hombro a hombro" a sus oponentes no son para él un recursos futbolístico sino parte de todos sus jugadas. Algunos consideran que se trata de "una poderosa técnica de ataque".
- Tiger Shoot / Tiro del Tigre: Es el principal tiro de Kojiro y que aprendió en las olas de Okinawa para reforjar su espíritu de victoria en el tercer año de secundaria.

- Jumping Tiger Volley / Volea en Salto del Tigre: Es el mismo Tiger Shoot, pero realizado de volea en el aire. La usa ante Nankatsu para devolver el Drive Shoot de Tsubasa en la final de secundarias.

- Left Tiger Shoot / Tiro del Tigre con la izquierda: Es el mismo Tiger Shoot pero ejecutado con la pierna izquierda. Esto es resultado del entrenamiento de equilibrio conseguido en la serie C y el libro de notas de Mazzantini durante el Oversea In Calcio, puesto que toda su fuerza sólo estaba enfocada en la pierna derecha.

- Tiger Overhead Kick / Chilena del Tigre: Es el mismo Tiger Shoot, pero ejecutado como Chilena y más fuerte al enfrentarse en caída al oponente.

- Neo Tiger Shoot / Nuevo Tiro del Tigre: Es la versión mejorada del Tiger Shoot durante la campaña europea de Japón U-15. Después de las críticas de Genzo, Hyuga usa un balón negro medicinal que es tres veces más pesado que uno normal.

- Tiger Pass / Pase del Tigre: Es su mismo Tiger Shoot, pero hecho en habilitación a sus compañeros.

- Raijuu Shoot: No tiene traducción ya que se basa en un animal mitológico de china, sin embargo se puede interpretar como el Tiro de la Bestia/Felino Eléctrico. Este tiro es propio de él y lo creó en base a la Riser Ball de Maki Akamine durante su entrenamiento en Okinawa para retornar al Japón juvenil de Gamo camino al mundial U-20. Hyuga roza su pie con el césped para valerse de reducir la velocidad del balón (ya que Maki hace lo mismo al chocar su muñeca con su cadera al lanzar) pero que gana potencia adicional y usar un tiro ascendente que traspasa la red del arco antes de enfrentarse al guardameta. Es el tiro más fuerte de su arsenal y es parecido al Sky Wing Shoot de Tsubasa, sólo que el de Kojiro es más poderoso y un poco más lento.

- Raijuu Pass: Es el mismo Raijuu Shoot, pero hecho pase y de aquí, se origina otra técnica cooperativa.

- Senkou Raijuu Shoot / Tiro Deslumbrante/Destellante de la Bestia Eléctrica: Técnica exclusiva de Hyuga junto a Tsubasa y Misaki que la usan ante Brasil en la final del mundial juvenil para revertir el marcador a 2-1. Hyuga le confía a ellos un Raijuu Pass para destruir la portería de Salinas, donde lesionado y todo, Misaki con Tsubasa ejecutan en simultáneo un Twin Sky Wing Shoot que aumenta la potencia y sale un tiro que con el efecto de la luz, parece brillar con fuerza y cegando al rival. Sin embargo como Misaki estaba lesionado, el balón toma una curva similar al Kamisori Shoot de Soda ya que imprimió menos potencia que la de Tsubasa.

- Drive Tiger Twin Shoot / Tiro Gemelo del Tigre con Efecto: Técnica exclusiva de Hyuga y Tsubasa que debutaron ante Alemania en la final del juventudes U-15 de Francia, aunque Müller logra detener el tiro con una sola mano. Ambos patean al mismo tiempo el balón con sus tiros respectivos, el Drive Shoot y el Tiger Shoot y que lleva un efecto endiablado a la pelota, combinando la potencia de Hyuga y el efecto de Tsubasa. Esta técnica también es vista en los juegos de Tecmo de NES y SNES, así como en línea en Tsukurou Dream Team y su versión de android, Dream Team.

- Fire Tiger Twin Shoot / Tiro Gemelo del Tigre de Fuego: Técnica exclusiva de Hyuga y Karl Heinz Schneider, sólo disponible en el juego de Android, Captain Tsubasa: Dream Team. Es la combinación del Tiger Shoot y del Fire Shoot del joven emperador alemán, considerado uno de los tiros más fuertes en conjunto.

- Meiwa / Toho Golden Duo: Es una combinación de pases y paredes que sólo las utiliza con Takeshi Sawada.

- Meiwa Sliding Tackle Buta / Deslizamiento Masivo de Tackles de Meiwa: Literalmente es una lluvia de tacleos de todo el equipo de Meiwa que Kozo Kira les enseñó como forma de ataque y presión al juego oponente, dónde Hyuga es quien lidera el primero o el último de los tackles.

- Tiger Tackle / Tacleo del Tigre: Es uno de los tantos tackles de Hyuga dónde impregna casi la misma fuerza utilizada en el Tiger Shoot y variantes.

- Chokusen Teki Dribble / Regate en Línea Recta: Es un dribble imparable de Hyuga que sigue en una sola dirección y sin finta, cuyo objetivo es arrasar con su marcador por la fuerza.

## Clubes y números de camiseta
| Club                            | País   | Dorsal                               |
| ------------------------------- | ------ | ------------------------------------ |
| Meiwa F. C.                     | Japón  | 10                                   |
| Toho Academy (Colegio Superior) | Japón  | 10 en secundaria / 9 en preparatoria |
| Juventus                        | Italia | 1+8                                  |
| U. S. Reggina                   | Italia | 78                                   |
| Selección de fútbol de Japón    | Japón  | 9                                    |

## Equipos manga y anime

### Clubes
| Club                | País   | Etapa                    | Dorsal |
| ------------------- | ------ | ------------------------ | ------ |
| Meiwa F.C.          | Japón  | Shoogaku (6-12 años)     | "10"   |
| Secundaria Toho     | Japón  | Chuugaku (12-15 años)    | "10"   |
| Bachillerato Toho   | Japón  | Kookoo (15-18 años)      | "9"    |
| Piamonte (Juventus) | Italia | Profesional              | "1+8"  |
| Reggiana            | Italia | Profesional (solo manga) | "78"   |

### Selecciones
| Selección      | País  | Categoría           | Dorsal |
| -------------- | ----- | ------------------- | ------ |
| Japón Jr.      | Japón | Sub-12 (solo anime) | "9"    |
| Japón Sub-16   | Japón | Sub-16              | "9"    |
| Japón Sub-19   | Japón | Sub-19              | "9"    |
| Japón Olímpica | Japón | Sub-23 (solo manga) | "9"    |

## Equipos videojuegos de Tecmo
La desarrolladora de videojuegos japonesa Tecmo lanzó cinco videojuegos para las consolas de Famicom y Superfamicom exclusivos en Japón, que relatan una historia paralela al manga y el anime a partir de la segunda entrega, por lo cual Tsubasa (Oliver) y sus compañeros de historia jugaron en diferentes clubes.

### Clubes
| Club              | País   | Videojuego        |
| ----------------- | ------ | ----------------- |
| Meiwa             | Japón  | Captain Tsubasa   |
| Toho Gakuen F. C. | Japón  | Captain Tsubasa 2 |
| Mexico City       | México | Captain Tsubasa 3 |
| Mexico City       | México | Captain Tsubasa 4 |
| Juventus          | Italia | Captain Tsubasa 5 |

### Selecciones
| Selección      | País   | Videojuego        |
| -------------- | ------ | ----------------- |
| Japón Jr.      | Japón  | Captain Tsubasa   |
| Japón Jr.      | Japón  | Captain Tsubasa 2 |
| Japón Juvenil  | Japón  | Captain Tsubasa 3 |
| México Latina  | México | Captain Tsubasa 4 |
| Japón Absoluta | Japón  | Captain Tsubasa 4 |
| Japón Absoluta | Japón  | Captain Tsubasa 5 |

## Entrenadores
- Kira Kozo (Fleming Kira): Entrenador en la primaria de Meiwa y actualmente entrenador olímpico de Japón
- Makoto Kitazume: Entrenador en la secundaria del Toho F. C.
- Tatsuo Mikami (Freddie Frank): Entrenador en la selección juvenil sub-15, siendo sustituido por el entrenador Minato Gamo en el sub-20
- Carlo Monetti (Alter Ego de Carlo Ancelotti): Entrenador de la Juventus
- Massimo "Max" Mazanttini: Preparador físico de la Juventus

## Campeonatos ganados
Con el equipo Toho (Superior-Latinoamérica)
- 1 en secundaria ante Nankatsu por 4-4
- 1 Mundial Sub-16
- 3 en preparatoria (todos contra Nankatsu. El último fue por 2-1)
- 1 Eliminatorias al Mundial Sub-20
- 1 Mundial Sub-20
- 1 Ascenso a la Serie C del calcio con la Reggiana

## Campeonatos empatados
Con el equipo Toho (Superior-Latinoamérica)
- 1 En la secundaria ante Nankatsu por 4-4

## Campeonatos perdidos
Con el equipo Meiwa F. C. (Franco Canadiense-Latinoamérica)
- 1 En la primaria ante Nankatsu por 4-2

Con el equipo Toho (Superior-Latinoamérica)
- 2 En secundaria ante Nankatsu (resultados desconocidos)

## Títulos individuales conseguidos
- Goleador del torneo de preparatorias con Toho F. C. (3 veces)
- Goleador del torneo de clasificatorias asiáticas al mundial de Burunga (post Japón) sub-20
- Capo Canionneri (goleador) con la Reggiana A. C. en la serie C del Calcio.

## Doblaje

### Doblaje en Latinoamérica
- Supercampeones - Jorge Roig Jr.
- Supercampeones J - Armando Coria
- Supercampeones: Road 2002 - Ricardo Mendoza
- Captain Tsubasa: La leyenda regresa - Jorge Roig Jr.

### Doblaje en Japón
- Hirotaka Suzuoki

### Doblaje en España
- Campeones - Cholo Moratalla
- Supercampeones - José María Carrero
- Campeones hacia el Mundial: Oliver y Benji - Cholo Moratalla

## Rivales
- Tsubasa Ōzora 大空　翼 - Oliver Attom (Latinoamérica); Oliver Aton (España)
- Genzō Wakabayashi 若林　源三 - Benji Price
- Hikaru Matsuyama 松山　光 - Armand Callahan (América Latina); Philip Callahan (España)
- Jun Misugi 三杉 淳 - Andy Johnson (América Latina); Julian Ross (España)
- Ryoma Hino (Jugador del equipo Real Japan 7 / Real Japan 11 y goleador de la selección uruguaya)
- Carlos Santana (goleador de la selección brasileña)
- Lois Napoleón (goleador de la selección francesa)
- Karl Heinz Scheneider (goleador de la selección alemana)
- Davi / Willem Armenius (Selección nacional y olímpica de Holanda)

## Curiosidades
- La primera entrevista que se le hizo fue a través del reportero Tahima de Deportes Totto quien le hace una simple pero gran pregunta:

¿Todavía crees que puedes jugar en éste torneo? -Sí, lo haré... Estaré en las finales. Responde Steve.
- Su número en la Juventus 1+8 del manga (así como Misaki en el Júbilo Iwata con el 3+8 y Tsubasa con el 2+8 en Barcelona), se basa en el jugador chileno Iván Zamorano ya que en el Inter de Milán le cede a Ronaldo la camiseta 9 (que también vestía en Brasil). Como Zamorano usaba el mismo dorsal en la selección chilena, nunca antes en la historia del fútbol europeo se usó una suma de números como número de camiseta (Ronaldo: 9 / Zamorano: 1+8 = 9). En el manga, el caso de Hyuga es similar: la camiseta n.° 9 era propiedad de Inzars (Alter Ego del histórico Filippo Inzaghi) y Hyuga usa la 1+8 ya que sumaban 9, su número de dorsal en la selección Japonesa en todas sus categorías.
- El dorsal "78" en la Reggiana se debe a que los kanjis de "siete" y "ocho" como palabras al unirse, se forma el Kanji "Mokoh", cuyo significado es "Tigre Feroz", apodo que Hyuga posee desde su debut en la saga.

## OST especiales para Kojiro Hyuga (temas musicales)
- Kaze ni Nare
- Kouya no Sakebi
- Wild Tiger
- Burning Soul